# Helmut Kuhnert

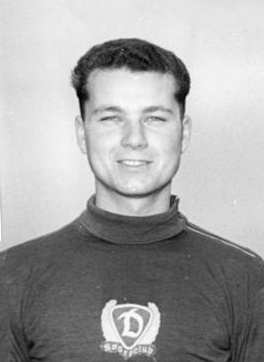
Kuhnert in 1955

Helmut Kuhnert (Berlijn, 1 maart 1936) is een voormalig langebaanschaatser die voor Duitsland en na de afscheiding voor de DDR uitkwam.
Kuhnert schaatste bij de SC Dynamo Berlin en nam driemaal deel aan de Olympische Winterspelen als lid van het Duits eenheidsteam op de Olympische Spelen (in 1956, 1960 en 1964). Zijn internationale schaatsdebuut maakte hij bij de Olympische Winterspelen van 1956 in Cortina d'Ampezzo, waar de wedstrijden gereden werden op het Meer van Misurina nabij Misurina. Hij schaatste twee goede lange afstanden en eindigde op beide afstanden in de top tien.
De minste afstand van Kuhnert was de 500 meter. Deze brak hem vaak op voor een goede eindklassering in de allround kampioenschappen, de Europese- en de Wereldkampioenschappen. Tweemaal eindigde de Oost-Duitser in de top tien op de 500 meter bij een WK Allround en alleen deze kampioenschappen schaatste hij zich bij de beste vijf allrounders ter wereld. Bij het WK Allround van 1958 in Helsinki werd hij door een goede 500 meter (8e) en uitstekende 5000 (2e) en 10.000 meter (3e) vierde in het eindklassement. Een podiumplaats zat in het verschiet, maar een tegenvallende elfde plaats op de 1500 meter maakte daar een einde aan. Twee jaar later reed Kuhnert weer goed. Op het WK Allround van 1960 in Davos schaatste hij de eerste dag goed, maar niet uitmuntend met een 9e (500m) en een 11e plaats (5000m). De tweede dag reed hij wel de sterren van de hemel met een prima 6e plaats op de 1500 meter en een uitstekende 3e tijd op de 10.000 meter. Hierdoor klom hij in het eindklassement zodanig dat hij later die dag ook het podium mocht beklimmen, een bronzen medaille was zijn deel.

## Resultaten
| Jaar | EK Allround | WK Allround | Olympische Spelen                      |
| ---- | ----------- | ----------- | -------------------------------------- |
| 1956 | 13e         | 15e         | 34e 500m 9e 5000m 10e 10000m           |
| 1957 |             | NC28        |                                        |
| 1958 | 11e         | 4e          |                                        |
| 1959 |             | NC17        |                                        |
| 1960 |             | Brons       | 20e 500m 9e 1500m 22e 5000m 13e 10000m |
| 1961 |             | NC23        |                                        |
| 1962 |             | NC28        |                                        |
| 1963 |             | NC21        |                                        |
| 1964 |             | 16e 500m    |                                        |

### Medaillespiegel
| Kampioenschap | Goud · | Zilver · | Brons · |
| ------------- | ------ | -------- | ------- |
| WK Allround   | 0      | 0        | 1       |